# Márta Kurtág
Márta Kurtág (en hongarès: [kurtaːɡ] ; nascuda Márta Kinsker, sovint Marta Kurtag; 1 d'octubre de 1927 - 17 d'octubre de 2019) va ser una pianista de música clàssica hongaresa i professora acadèmica de piano. El seu marit va ser György Kurtág, amb qui va actuar durant seixanta anys, fins i tot en festivals internacionals. Sovint tocaven la seva col·lecció Játékok, que també van enregistrar junts.

## Vida
Márta Kurtág va néixer a Esztergom. Va estudiar piano amb András Mihály i Leó Weiner. Va conèixer el que seria el seu marit, György Kurtág, a Budapest, on es va mudar el 1946 per estudiar a l'Acadèmia de Música Franz Liszt. Es van casar el 1947 i el seu fill György va néixer el 1954. György Kurtág es va llicenciar en composició el 1955. Márta Kurtág va ensenyar a l'Escola Superior de Música Béla Bartók de Budapest del 1953 al 1963.
Després de la Revolució hongaresa de 1956, la parella va viure a París del 1957 al 1958, on va estudiar amb Max Deutsch, Olivier Messiaen i Darius Milhaud. Va ensenyar pedagogia musical a l'Acadèmia Franz Liszt des de 1972.

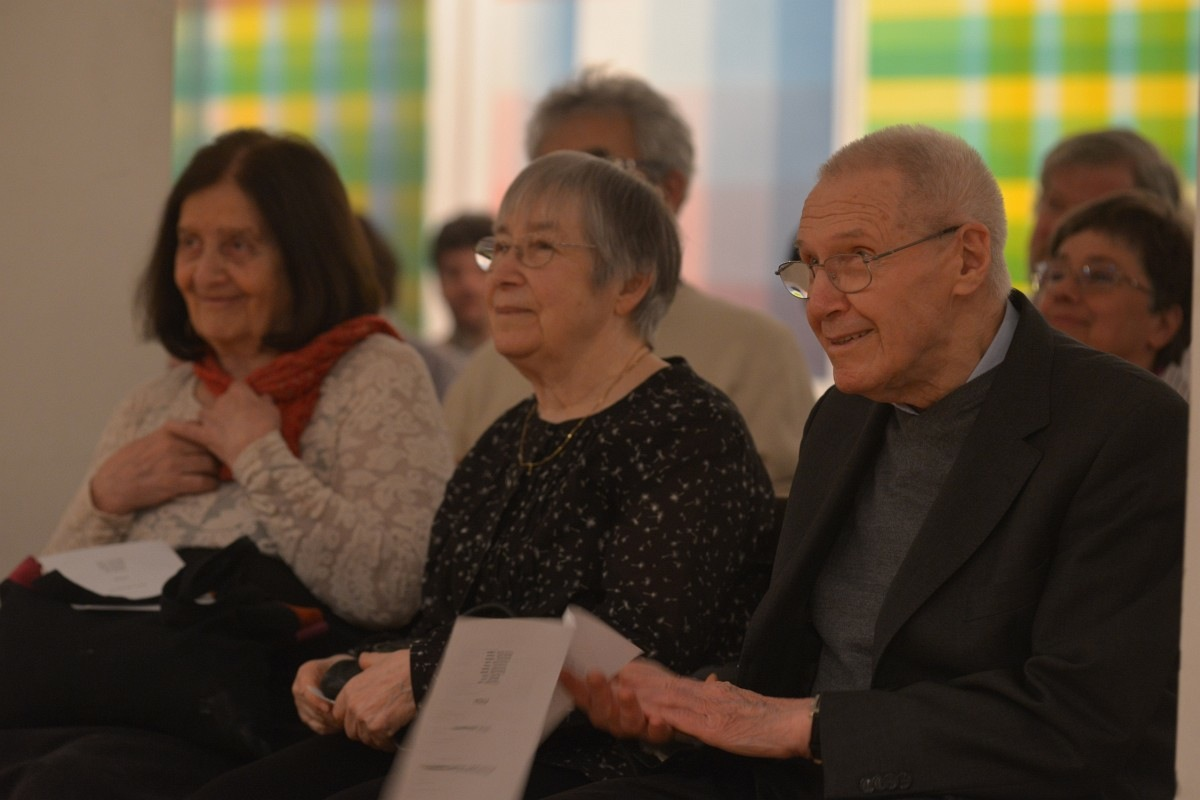
D'esquerra a dreta: Sára Gerlóczy, Márta Kurtág i György Kurtág el 2014

Márta Kurtág va ser descrita com "de significació decisiva en tots els camps" de la vida del seu marit, com a pianista amb qui va actuar i "com a primera oient i crítica de les seves composicions en gestació". Van actuar junts durant seixanta anys, en concert, per a ràdio i en enregistraments. Sovint tocaven a partir del seu Játékok (Jocs), una col·lecció de peces en miniatura a dues i quatre mans, incloses les transcripcions d'obres de Johann Sebastian Bach. Els volums posteriors de Játékok estan titulats Entrades de diari i Missatges personals. Quan el seu marit va ser el compositor destacat del Rheingau Musik Festival el 2004, va tocar amb ell des de Játékok en un concert. Van fer concerts al Festival d'Aldeburgh del 2008, amb la violinista Hiromi Kikuchi i el pianista Pierre-Laurent Aimard a The Maltings. Una revisió va assenyalar això: 
...la seva interpretació encarna molt sobre l'ètica Kurtág de simplicitat i eufemització. Seuen davant d'un humil piano vertical, com si estiguessin a casa, en privat, tocant per al seu propi gaudi. Una de les claus per apreciar les miniatures de Kurtág és entendre com de personals i íntims són... Játékok significa "jocs". Kurtág està jugant amb noves idees, deixant que les peces caiguin juntes de diferents maneres, com un nen que juga amb maons.

També van tocar la col·lecció al Zankel Hall del Carnegie Hall de Nova York el 2009, a París al Festival d'Automne i al Festival le Piano aux Jacobins, al Théâtre du Jeu de Paume d'Aix-en-Provence, a la Library of Congress de Washington, DC i la Tonhalle de Zuric, entre d'altres. Quan György Kurtág va rebre la medalla d'or de la Royal Philharmonic Society de Londres el 2013, van tocar junts al Queen Elizabeth Hall de Londres. Un crític de The Guardian va observar: 
Alguns dels duets de Kurtág entrellacen les mans dels intèrprets de manera que una persona ha d'estirar-se sobre l'altra com en el joc musicalTwister; en aquesta familiar abraçada, marit i dona els van interpretar amb una eufemia preciosa. Inclouen algunes de les transcripcions de Bach de Kurtág que, sovint recolzades per línies de baixos que trepitjaven tranquil·lament a l'extrem inferior del teclat, sonaven afectuoses, peculiars i completament encantadores.
Márta Kurtág va morir el 17 d'octubre de 2019 a Budapest.

## Enregistraments
El 1997, Játékok / György Kurtág, Márta Kurtág va ser publicat per ECM Records, incloses les transcripcions de Bach com la Sonatina de Gottes Zeit ist die allerbeste Zeit, BWV 106. El 1999, Márta va enregistrar les Variacions Diabelli de Beethoven pel segell BMC i més tard es va assenyalar:
La història amb les Variacions Diabelli també s’assembla una mica a la història de la meva vida. El 1951 vaig començar a estudiar aquesta obra. Vaig tocar les variacions per primera vegada el 1952 per al concert que conclogué el meu grau en estudis artístics. Vaig ser la primera a fer-ho a Hongria després de la guerra. No sé per què, però en aquella època no figurava al repertori del concert i ni tan sols hi havia enregistraments de pianistes importants. No hi havia cap model a seguir i ens vam haver de valer per nosaltres mateixos. Sempre dic "nosaltres" pel que fa a la música perquè em vaig casar amb György Kurtág durant la nostra universitat, el 1947, i hem treballat junts durant tota la nostra vida matrimonial.
El 2015 la parella va gravar Marta & Gyorgy Kurtág: In Memoriam Haydée, amb peces de Játékok i transcripcions, inclosa novament la Sonatina de Bach d'Actus Tragicus. El 2017 es va publicar un enregistrament amb peces de Játékok i una Suite per a quatre mans, una col·lecció d'enregistraments fets per a Magyar Rádió entre 1955 i 2001.